# Такэноути, Ютака
Ютака Такэноути (яп. 竹野内 豊 Такэноути Ютака, 2 января 1971 года, Токио) — японский актёр кино и телевидения. Его актёрским дебютом, стал сериал «Как я нашел работу» (Boku no Syūshoku). В 1996 Ютака получил награду «Golden Arrow Award» (~ прорыв года) за роль в фильме Hoshi no Kinka и стал лучшим в номинации «актер второго плана» за фильм Long Vacation на «The Television Drama Academy Award».

## Фильмография

### Сериалы
- Как я нашёл работу (Boku no Shūshoku, 1994) — Сансиро Сасаки.
- Tokyo Daigaku Monogatari (1995)
- Hoshi no kinka (1995) — Такуми Нагай.
- Долгие каникулы (Long Vacation, 1996) — Синдзи Хаяма.
- Пляжные Мальчики (Beach Boys, 1997) — Судзуки Кайто
- С любовью (1998)
- Ледяной мир (Koori no Sekai, 1999)
- Брак по залету (Shotgun Wedding, 2001) — Хирао Рюносукэ
- Toshiie to matsu: kaga hyakumangoku monogatari (2002) — Саваки Ёсиюки.
- Возвращение хулигана в школу (2003—2005)
- Kazoku: Tsuma no fuzai, otto no sonzai (2006)
- Леди-босс (Boss, 2009) — Нодатэ Синдзиро
- Падающая звезда (Nagareboshi, 2010) — Кенго Окада.
- Леди-босс 2 (Boss 2, 2011) — Нодатэ Синдзиро
- Mô ichido kimi ni, puropôzu (2012) — Хару Миямото.
- Прекрасный выбор такси (Suteki na Sen Taxi, 2014) — таксист Эда Вакарэ.

### Фильмы
- Между спокойствием и страстью (Calmi Cuori Appassionati, 2001) — Джунсей Агата
- Послание в завтрашний день (Best Wishes for Tomorrow, 2007)
- Неприкаянный клинок (Samayou Yaiba, 2009) — Такакси Орибэ
- Оба: Последний самурай (Taiheiyō no Kiseki: Fokksu to Yobareta Otoko, 2011) — Капитан Сакаэ Оба
- Ôki-ke no tanoshii ryokô: Shinkon jigoku-hen (2011) — Нобуйоси Оки
- Shazai no Ōsama (2013)
- Король извинений (2013, Shazai no ôsama, 2014) — Масаоми Минова
- Дома (At Home, 2015) — Кадзухико
- Обещание жизни (Jinsei no Yakusoku, 2016)
- Годзилла: Возрождение (2016) — Хидеки Акасака